# Frédéric Urruty
Pour les articles homonymes, voir Urruty.
Pas d'image ? Cliquez ici

a Compétitions nationales et continentales officielles uniquement.

Dernière mise à jour le 31 mai 2021.
Frédéric Urruty, né le 11 septembre 1986, est un joueur français de rugby à XV évoluant au poste de demi de mêlée et demi d'ouverture. Il joue au sein de l'USON Nevers rugby.

## Clubs
- 2006-2012 : Stade montois
- 2012-2016 : US Montauban
- 2016-2021 : USON Nevers rugby